# Mary Irwin-Gibson
Mary Irwin-Gibson (* 23. Oktober 1955 in Sarnia, Ontario) ist eine kanadische anglikanische Geistliche. Seit 2015 amtiert sie als Bischöfin des Bistums Montreal der Anglikanischen Kirche von Kanada.

## Leben
Am 7. Juni 1981 wurde Irwin-Gibson in der Christ Church Cathedral in Montreal zur Diakonin geweiht, am 16. Mai 1982 zur Priesterin. Anschließend arbeitete sie in verschiedenen Gemeinden im Raum Montreal. Von 2009 bis 2015 war sie als Rektorin an der St George’s Cathedral in Kingston, Ontario, tätig. Am 6. Juni 2015 wurde Irwin-Gibson zur 12. Bischöfin im anglikanischen Bistum Montreal gewählt und im September 2015 in ihr Amt eingeführt.